# Wilczków (gromada w powiecie poddębickim)
Wilczków – dawna gromada, czyli najmniejsza jednostka podziału terytorialnego Polskiej Rzeczypospolitej Ludowej w latach 1954–1972.
Gromady, z gromadzkimi radami narodowymi (GRN) jako organami władzy najniższego stopnia na wsi, funkcjonowały od reformy reorganizującej administrację wiejską przeprowadzonej jesienią 1954 do momentu ich zniesienia z dniem 1 stycznia 1973, tym samym wypierając organizację gminną w latach 1954–1972.
Gromadę Wilczków siedzibą GRN w Wilczkowie utworzono – jako jedną z 8759 gromad na obszarze Polski – w powiecie tureckim w woj. poznańskim, na mocy uchwały nr 39/54 WRN w Poznaniu z dnia 5 października 1954. W skład jednostki weszły obszary dotychczasowych gromad Józefów-Kolonia, Karnice, Polesie, Sędów i Wilczków ze zniesionej gminy Niewiesz w tymże powiecie. Dla gromady ustalono 9 członków gromadzkiej rady narodowej.
1 stycznia 1956 gromada weszła w skład nowo utworzonego powiatu poddębickiego w woj. łódzkim.
Gromadę zniesiono 1 stycznia 1958, a jej obszar włączono do gromad: Niewiesz (wieś Wilczków, wieś Karnice, kolonia Józefów, wieś Polesie, kolonia Piotrów, kolonia Bronów I i kolonia Wilczków) i Gostków (wieś Sędów, kolonia Sędów i kolonia Władysławów).